# SSV Markranstädt
SSV is een Duitse voetbalclub uit Markranstädt, Saksen.

## Geschiedenis
Op 31 januari 1912 werd Fussball-Club Markranstädt 1912 opgericht. Kort daarna veranderde de naam in FC Sportfreunde Markranstädt 1912. De club sloot zich aan bij de Midden-Duitse voetbalbond en speelde in de competitie van Noordwest-Saksen. In 1920 speelde de club voor het eerst in de tweede klasse en eindigde samen met FC Lipsia op een degradatieplaats, maar werd gered omdat ze één wedstrijd minder gespeeld hadden. Hierna gingen de prestaties beter en in 1923/24 werd de club kampioen en promoveerde zo voor het eerst naar de hoogste klasse. De titel werd gehaald door een beter doelsaldo, want ook SC Marathon-Westens Leipzig en SV Corso 02 Leipzig telden evenveel punten. In het eerste seizoen bij de elite waren de Sportfreunde de enige club van buiten Leipzig in de competitie. Samen met SV Pfeil 05 Leipzig eindigde de club op de laatste plaats. Het doelsaldo van Pfeil was beter, maar er kwam een beslissende wedstrijd om te bepalen wie degradeerde en deze werd gewonnen door de Sportfreunde, die hun verblijf in de hoogste klasse verlengd zagen. Het volgende seizoen bleek dit uitstel van executie te zijn, de club werd laatste en degradeerde.
Het volgende seizoen werd de club overtuigend kampioen met bijna het maximum van de punten en een doelsaldo van 111:16 uit 18 wedstrijden. De terugkeer in de competitie, die nu Groot-Leipzig heette verliep goed en Markranstädt eindigde in de middenmoot. In 1928/29 werd de vierde plaats behaald en had de club één punt meer dan drievoudig landskampioen VfB Leipzig. Hierna ging het langzaam bergaf en in 1931/32 werd de club voorlaatste.
In 1933 kwam de NSDAP aan de macht in Duitsland. De Midden-Duitse bond en de talloze competities werden ontbonden en voor Saksen kwam er één grote competitie, de Gauliga Sachsen. De sportfreunde eindigden slechts achtste en enkel de top twee kwalificeerde zich hiervoor. De club ging nu in de Bezirksklasse Leipzig spelen, dat een van de tweede klassen was onder de Gauliga. Na een zwak eerste seizoen volgde in 1934/35 al een degradatie. De club kon meteen terugpromoveren en eindigde dan in de middenmoot. In 1937/38 werd de titel behaald, maar in de eindronde om promotie moest de club Sportfreunde Dresden en Konkordia Plauen voor laten gaan. Drie jaar later werd een nieuwe titel behaald en nu moest de club Döbelner SC en Guts Muts Dresden voor laten gaan in de eindronde. Door de perikelen in de Tweede Wereldoorlog werd de Gauliga in 1944/45 opgesplitst in meerdere regio's. Voor Leipzig kwamen er twee reeksen en de club ging een tijdelijke fusie aan met stadsgenoot ATV Markranstädt en werd groepswinnaar. In de finale tegen VfB Leipzig speelde de club thuis 3:3 gelijk en verloor op het veld met VfB de titel met 3:2.
Na de oorlog werden alle Duitse clubs ontbonden. De club werd in 1947 heropgericht als ZSG Markranstädt en veranderde een aantal keren van naam:
- 1947-1948 ZSG Markranstädt
- 1948-1951 SG Glück-Auf Markranstädt
- 1951-1952 BSG Stahl Markranstädt
- 1952-1958 BSG Motor Markranstädt
- 1959-1984 BSG Turbine Markranstädt
- 1984-1988 BSG Motor Markranstädt
- 1988-1990 BSG Turbine Markranstädt

Na de Duitse hereniging in 1990 werd de huidige naam aangenomen. In 2007 promoveerde de club naar de Oberliga NOFV-Süd, toen nog de vierde klasse. De club eindigde twee seizoenen in de middenmoot. In mei 2009 werd bekend dat SSV Markranstädt zijn licentie voor de Oberliga aan Red Bull wilde overdragen. Red Bull zou de nieuw gevormde club de naam RB Leipzig willen geven. RB staat voor RasenBallsport omdat Red Bull niet mag van de Duitse voetbalbond.
SSV Markranstädt degradeerde naar de Bezirksliga Leipzig en kon al meteen promoveren naar de Landesliga. In 2012 promoveerde de club terug naar de Oberliga, waar de club tot 2017 speelde. In 2023 werd de club kampioen in de Sachsenliga maar vroeg geen licentie aan voor de Oberliga.

## Klasseringen
| - 1971-72 (III) Bezirksliga Leipzig 11de - 1972-73 (III) Bezirksliga Leipzig 14de - 1973-74 (III) Bezirksliga Leipzig 13de - 1974-75 (III) Bezirksliga Leipzig 10de - 1975-76 (III) Bezirksliga Leipzig 15de - 1976-77 (III) Bezirksliga Leipzig 9de - 1977-78 (III) Bezirksliga Leipzig 13de - 1978-79 (III) Bezirksliga Leipzig 7de - 1979-80 (III) Bezirksliga Leipzig 5de - 1980-81 (III) Bezirksliga Leipzig 8ste - 1981-82 (III) Bezirksliga Leipzig 14de - 1982-83 (III) Bezirksliga Leipzig 11de - 1983-84 (III) Bezirksliga Leipzig 14de - 1984-85 (III) Bezirksliga Leipzig 11de - 1985-86 (III) Bezirksliga Leipzig 7de - 1986-87 (III) Bezirksliga Leipzig 13de - 1987-88 (III) Bezirksliga Leipzig 14de - 1988-89 (III) Bezirksliga Leipzig 11de - 1989-90 (III) Bezirksliga Leipzig 5de | - 1990-91 (IV) Landesliga Saksen 9de - 1991-92 (IV) Landesliga Saksen 9de - 1992-93 (IV) Landesliga Saksen 12de - 1993-94 (V) Bezirksliga Leipzig 2de - 1994-95 (VI) Bezirksliga Leipzig 1ste - 1995-96 (V) Landesliga Saksen 14de - 1996-97 (VI) Bezirksliga Leipzig 2de - 1997-98 (VI) Bezirksliga Leipzig 3de - 1998-99 (VI) Bezirksliga Leipzig 1ste - 1999-00 (V) Landesliga Saksen 8ste - 2000-01 (V) Landesliga Saksen 4de - 2001-02 (V) Landesliga Saksen 9de - 2002-03 (V) Landesliga Saksen 8ste - 2003-04 (V) Landesliga Saksen 5de - 2004-05 (V) Landesliga Saksen 6de - 2005-06 (V) Landesliga Saksen 3de - 2006-07 (V) Landesliga Saksen 1ste - 2007-08 (IV) Oberliga NOFV-Süd 10de - 2008-09 (IV) Oberliga NOFV-Süd |

## Erelijst
- Landesliga Saksen/Leipzig: 1948
- Bezirksliga Leipzig (VI): 1995, 1999
- Landesliga Saksen (V): 2007